# Harry Turtledove
Œuvres principales
- Down in the Bottomlands

Harry Turtledove, né le 14 juin 1949 à Los Angeles en Californie, est un historien et un romancier américain. Il est connu pour ses romans uchroniques, fantastiques et de science-fiction.

## Jeunesse et carrière d'historien
Après avoir abandonné une année d'étude à Caltech, il étudie à l'UCLA où il réussit en 1977 un doctorat en histoire de l'Empire byzantin. Sa dissertation portait sur Les Successeurs immédiats de Justinien : une étude du problème perse et de la continuité et des changements dans les affaires séculaires internes dans l'Empire romain tardif pendant les règnes de Justin II et de Tibère II Constantin (565-582) (The Immediate Successors of Justinian: A Study of the Persian Problem and of Continuity and Change in Internal Secular Affairs in the Later Roman Empire During the Reigns of Justin II and Tiberius II Constantine (A.D. 565-582)).
Jusqu'au début des années 1980, il travaille comme secrétaire au Bureau de l'éducation du comté de Los Angeles (L.A. County Office of Education), qu'il quitte en 1991 pour devenir écrivain à plein temps. En 1986-1987, il a été trésorier de l'association des Auteurs de science-fiction d'Amérique (Science Fiction and Fantasy Writers of America).

## Carrière littéraire
Deux ans après son doctorat, il publie ses deux premiers romans, Wereblood et Werenight sous le pseudonyme de « Eric G. Iverson ». D'après l'écrivain, l'éditeur Belmont Tower pensait que les lecteurs prendraient « Turtledove » pour un pseudonyme. Turtledove utilisera ce pseudonyme jusqu'en 1985. Herbig-Haro et And so to Bed sont ses premiers romans publiés sous son véritable nom.
À partir de 1991, l'écriture devient son unique activité professionnelle. Il épouse l'écrivain de science-fiction Laura Frankos (en), dont le frère Steven (en) est auteur de romans fantastiques.
La célébrité actuelle de Turtledove dans le public de la science-fiction de langue anglaise est due à ses romans et séries de romans uchroniques.

## Récompenses
- 1990 : prix HOMer (de) pour la nouvelle Designated Hitter.
- 1993 : prix John Esten Cooke pour The Guns of the South.
- 1994 : prix Hugo du meilleur roman court pour Down in the Bottomlands.
- 1995 : nommé pour le prix Sidewise du meilleur texte long pour The Two Georges, ainsi que pour le prix Sidewise du meilleur texte court pour Must and Shall
- 1996 : nommé pour le prix Hugo de la meilleure nouvelle longue et le prix Nebula de la meilleure nouvelle longue pour Must and Shall. Ce texte avait déjà été nommé pour le prix Sidewise de l'année précédente.
- 1996 : nommé pour le prix Sidewise du meilleur texte long pour la série Worldwar.
- 1998 : prix Sidewise du meilleur texte long pour How Few Remain.
- 2000 : nommé pour le prix Hugo du meilleur roman court pour Forty, Counting Down.
- 2002 : prix Sidewise du meilleur texte long pour Ruled Britannia.
- 2006 : nommé pour le prix Sidewise du meilleur texte long pour The Disunited States of America.
- 2019 : prix Sidewise du meilleur texte court pour Christmas Truce.

En août 1988, lors de la convention de science-fiction Rivercon XXIII à Louisville (Kentucky), Turtledove, alors invité d'honneur, reçut le titre de colonel honoraire du Kentucky.

## Œuvres
Note : Les romans de Turtledove sont inédits en langue française (août 2018). Quelques nouvelles ont été publiées dans des revues ou magazines francophones spécialisés.

### SérieVidessos
Le série Videssos met en scène un Empire qui rappelle fortement l'Empire byzantin :
- Cycle de Videssos, série de 4 romans (1987)
- The Tale of Krispos, série de 3 romans (1991-1994)
- Time of Troubles, série de 4 romans (1995-1998)
- The Bridge of the Separator, roman (2005)

### SérieTosev timeline(et si des extra-terrestres avait débarqué en 1941…)
- Worldwar, série de 4 romans (1994-1996) : et si des extra-terrestres avait débarqué sur Terre en pleine Seconde Guerre mondiale…
- Colonization, série de 3 romans (1999-2001) : une suite de Worldwar placée dans les années 1960…
- Homeward Bound, roman (2004) : une suite de Colonization qui se déroule entre 1972 et 2031…

### SérieSouthern Victory
- How Few Remain, roman (1998) : et si les Confédérés avaient remporté la guerre de Sécession et commençaient à lorgner sur les terres de l'Ouest…

Ce roman est suivi par :
- Great War, série de 3 romans (1998-2000) : et si la Confédération et les États-Unis avaient participé à la Première Guerre mondiale dans des camps opposés…
- American Empire, série de 3 romans (2001-2003) : et si les États-Unis et l'Allemagne avaient gagné la Première Guerre mondiale…
- Settling Accounts, série de 4 romans (2004-2007) : et si la Confédération et les États-Unis avaient participé à la Seconde Guerre mondiale dans des camps opposés…

### SérieDarkness
La série Darkness met en scène un univers dans lequel la technologie repose sur la magie…
- Into the Darkness (1999)
- Darkness Descending (2000)
- Through the Darkness (2001)
- Rulers of the Darkness (2002)
- Jaws of the Darkness (2003)
- Out of the Darkness (2004)

### SérieHellenic Traders
La série Hellenic Traders se déroule au cours des années qui ont suivi la mort d'Alexandre le Grand et relate les aventures de deux marchands grecs originaires de Rhodes.
- Over the Wine Dark Sea (2001)
- The Gryphon's Skull (2002)
- The Sacred Land (2003)
- Owls to Athens (2004)

### SérieCrosstime traffic
Une organisation de la fin du XXIe siècle pratique le commerce avec des univers parallèles dans lesquels le cours de l'Histoire n'a pas été le même que dans notre monde:
- Gunpowder Empire (2003) : si l'Empire romain avait subsisté jusqu'à nos jours.
- Curious Notions (2004) : si l'Allemagne avait remporté la Première Guerre mondiale et occupait militairement les États-Unis.
- In High Places (2006) : si la peste noire avait tellement affaibli l'Europe que celle-ci n'avait pas connu la révolution industrielle et que l'Espagne n'avait jamais cessé de faire partie du monde musulman.
- The Disunited States of America (2006) : si les États-Unis avaient éclaté au début du XIXe siècle, cédant la place à de nombreux États indépendants comme la Californie, l'Ohio et la Virginie.
- The Gladiator (2007) : si l'Union soviétique avait remporté la guerre froide et imposé son régime politique au monde entier.

### Romans indépendants
- A World Of Difference (1990) : si la planète Mars (rebaptisée Minerve) était habitée par des créatures intelligentes et que les sondes spatiales américaines du Programme Viking y avait photographié l'une de ces créatures.
- The Two Georges (1995) : si le roi Georges III et George Washington avait signé une paix et que les treize colonies étaient restées britanniques.
- Give Me Back My Legions! (2009) : roman historique à sujet antique sur la bataille de Teutobourg, en Germanie, durant laquelle trois légions romaines commandées par Varus sont défaites par une alliance menée par le Chérusque Arminius, en 9 apr. J.-C.